# Monte Columbia (Canadá)
El monte Columbia está situado en la cordillera Winston Churchill de las Montañas Rocosas. Es el punto más alto de Alberta, Canadá, y es el segundo después del Monte Robson por su altura y prominencia topográfica en las Rocosas Canadienses. Está situado en la frontera entre Alberta y Columbia Británica en el borde norte del campo de hielo Columbia. Su punto más alto, sin embargo, se encuentra en el Parque Nacional Jasper en Alberta.
La montaña fue nombrada en 1898 por J. Norman Collie en honor al río Columbia.  El río en sí lleva el nombre del barco estadounidense Columbia Rediviva capitaneado por Robert Gray, quien se aventuró por primera vez sobre un peligroso banco de arena y exploró los tramos más bajos del río en 1792.  El Monte Columbia fue ascendido por primera vez en 1902 por James Outram, guiado por Christian Kaufmann.

## Rutas de escalada

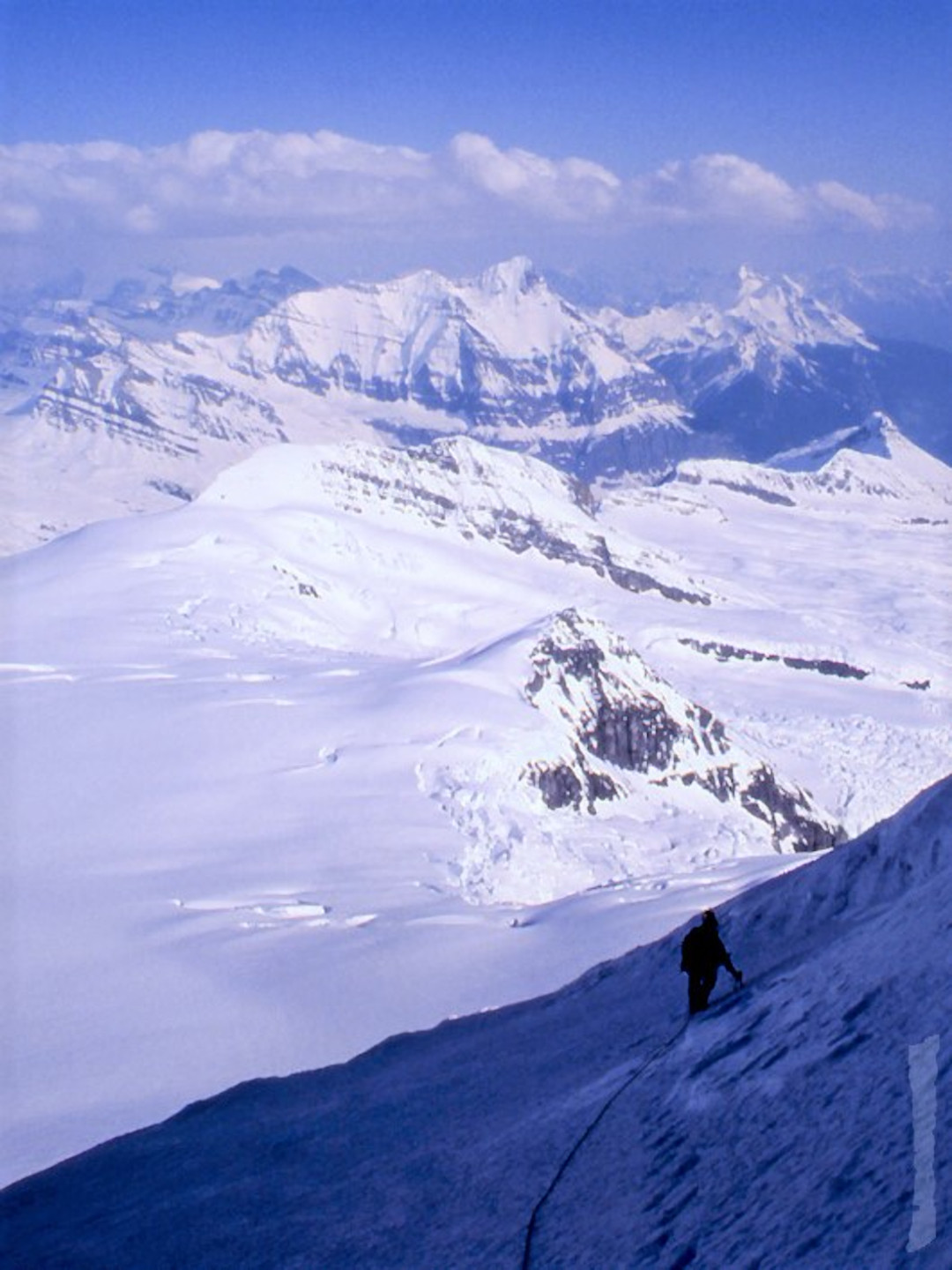
Cara este

La ruta normal está en la cara este, una escalada de glaciar no técnica que es sencilla en verano, aunque con una distancia larga (aprox. 19 km) hasta el glaciar Athabasca y sobre el campo de hielo Columbia. Acampar en King's Trench puede reducir la distancia a 8 km. Otra ruta va por North Ridge; es más técnica ( Grado V, YDS 5.7, W3 ) y se considera más espectacular.  

## Geología
El Monte Columbia se compone de rocas sedimentarias establecidas desde el Precámbrico hasta los períodos Jurásico. Formada en mares poco profundos, esta roca sedimentaria fue empujada hacia el este y sobre la parte superior de la roca más joven durante la orogenia de Laramide.

## Clima
Según la clasificación climática de Köppen, el Monte Columbia se encuentra en un clima subártico con inviernos fríos, nevados y veranos suaves. Las temperaturas pueden caer por debajo de -20 °C con factores de enfriamiento del viento por debajo de -30 °C.

## Galería
|                                                  |
| El Monte Columbia, desde la cumbre del Snow Dome |

|                                                          |
| El Monte Columbia desde el vivac la ruta de Kings Trench |

|                                                  |
| Desde la cumbre del Monte Columbia mirando al SO |

|                                                   |
| Mts. Columbia y King Edward, posiciones relativas |